# Hebrus tuckahoanus
Hebrus tuckahoanus är en insektsart som beskrevs av Drake och Chapman 1954. Hebrus tuckahoanus ingår i släktet Hebrus och familjen vitmosseskinnbaggar. Inga underarter finns listade i Catalogue of Life.